# 거전여
거전여(莒展輿, ? ~ ?)는 춘추 시대 거나라의 군주로, 여비공의 아들이자 저구공의 형제이다. 폐위되어 시호가 없다.

## 생애
여비공에 의해 후계자로 책봉되었다가 취소되었다.
여비공 36년(기원전 542) 11월, 전여는 사람들을 모아 여비공을 시해하고 자신이 즉위하였다. 공자 거질(去疾)은 제나라로 달아났다.
이듬해 가을, 거질이 귀국하여 전여를 쫓아내고 즉위하였다(저구공). 전여는 오나라로 달아났다.

## 출전
- 좌구명, 『춘추좌씨전』 양공 31년 · 소공 원년

| 전임 아버지 여비공 밀주 | 제18대 거나라의 군주 기원전 542년 음력 11월 ~ 기원전 541년 | 후임 형제 저구공 거질 |